# Mid-Atlantic Regional Spaceport

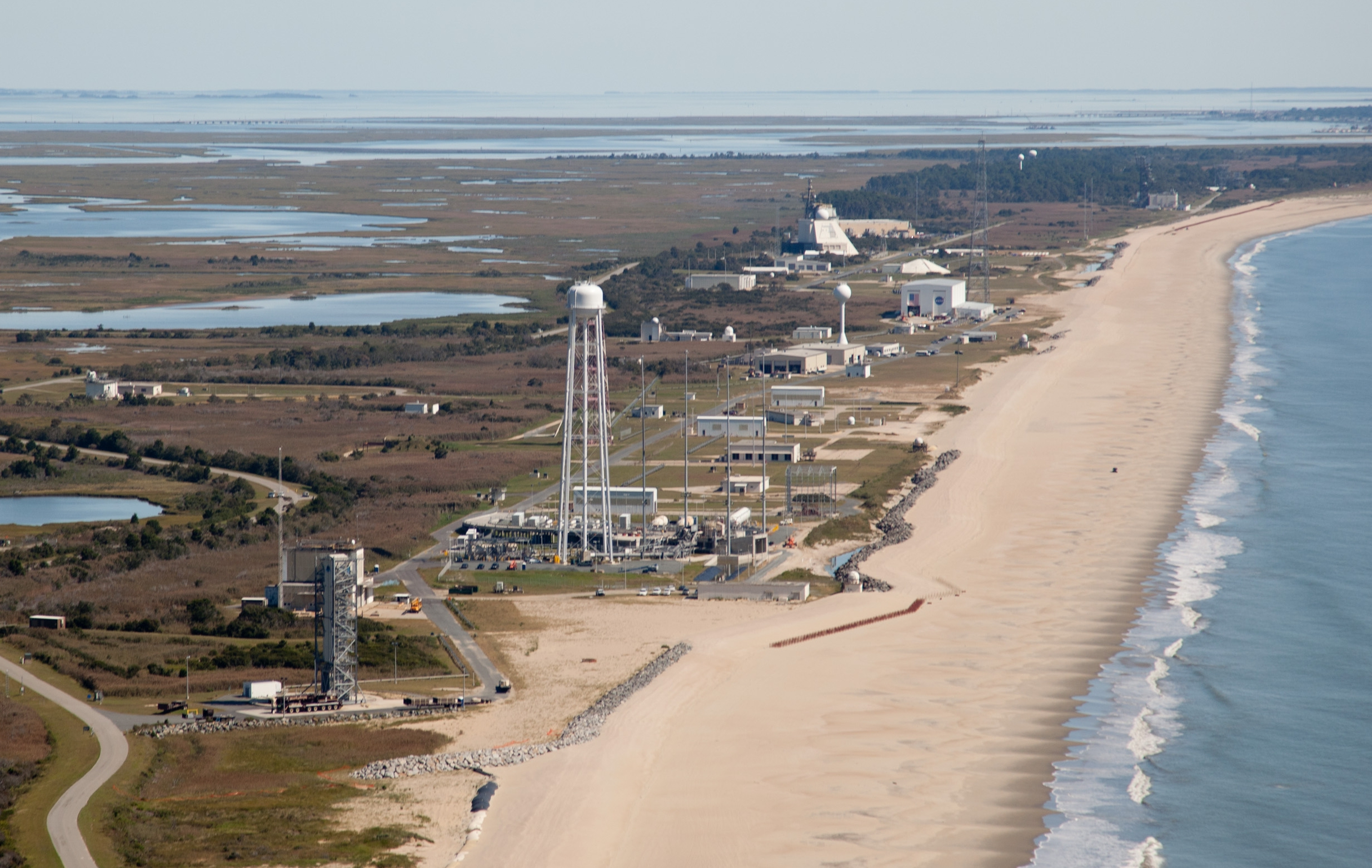
Im Vordergrund die MARS-Startplätze 0B (links) und 0A, hinten die WFF

Der Mid-Atlantic Regional Spaceport (MARS) ist ein kommerzieller Weltraumbahnhof in den Vereinigten Staaten. Er befindet sich auf der Insel Wallops Island an der Atlantikküste, direkt angrenzend an die Wallops Flight Facility (WFF) der NASA, deren Infrastruktur teils mitgenutzt wird. Betreiber des MARS sind die US-Bundesstaaten Virginia und – mit geringerem Anteil – Maryland.

## Geschichte
In den 1980er Jahren setzte in den USA eine Liberalisierung des Raumfahrtmarktes ein. Unter anderem werden seitdem brach liegende Einrichtungen von NASA und U.S. Air Force nach und nach für die Nutzung durch Dritte freigegeben. Beide Organisationen greifen auch vermehrt auf kommerzielle Raumfahrtdienstleistungen zurück. Die von der NASA betriebene Wallops Flight Facility war bis dahin nur für atmosphärische und suborbitale Raketenstarts verwendet worden. Vor diesem Hintergrund ergriff Virginia die Initiative und richtete 1995 die Virginia Commercial Space Flight Authority (kurz VCSFA oder Virginia Space) ein. Sie hat den Auftrag, Wallops Island als Standort für orbitale Raketenstarts zu vermarkten. Die VCSFA initiierte das Projekt Virginia Space Flight Center („Raumflugzentrum Virginia“) zum Aufbau eines kommerziell ausgerichteten Weltraumbahnhofs.
1997 schloss die VCSFA eine Vereinbarung mit der WFF-Betreiberin NASA; von der Aufsichtsbehörde FAA erhielt sie im selben Jahr die Genehmigung zum Betrieb eines Raketenstartplatzes. Bis Ende 1998 wurde für den Virginia Space Flight Center neben der bisherigen WFF-Startrampe 0 der neue Startplatz 0B (Pad 0B) errichtet, welcher 2003 nochmals erweitert wurde. Die WFF-Rampe 0 – nun 0A genannt – stand ebenfalls für den neuen Weltraumbahnhof zur Verfügung.

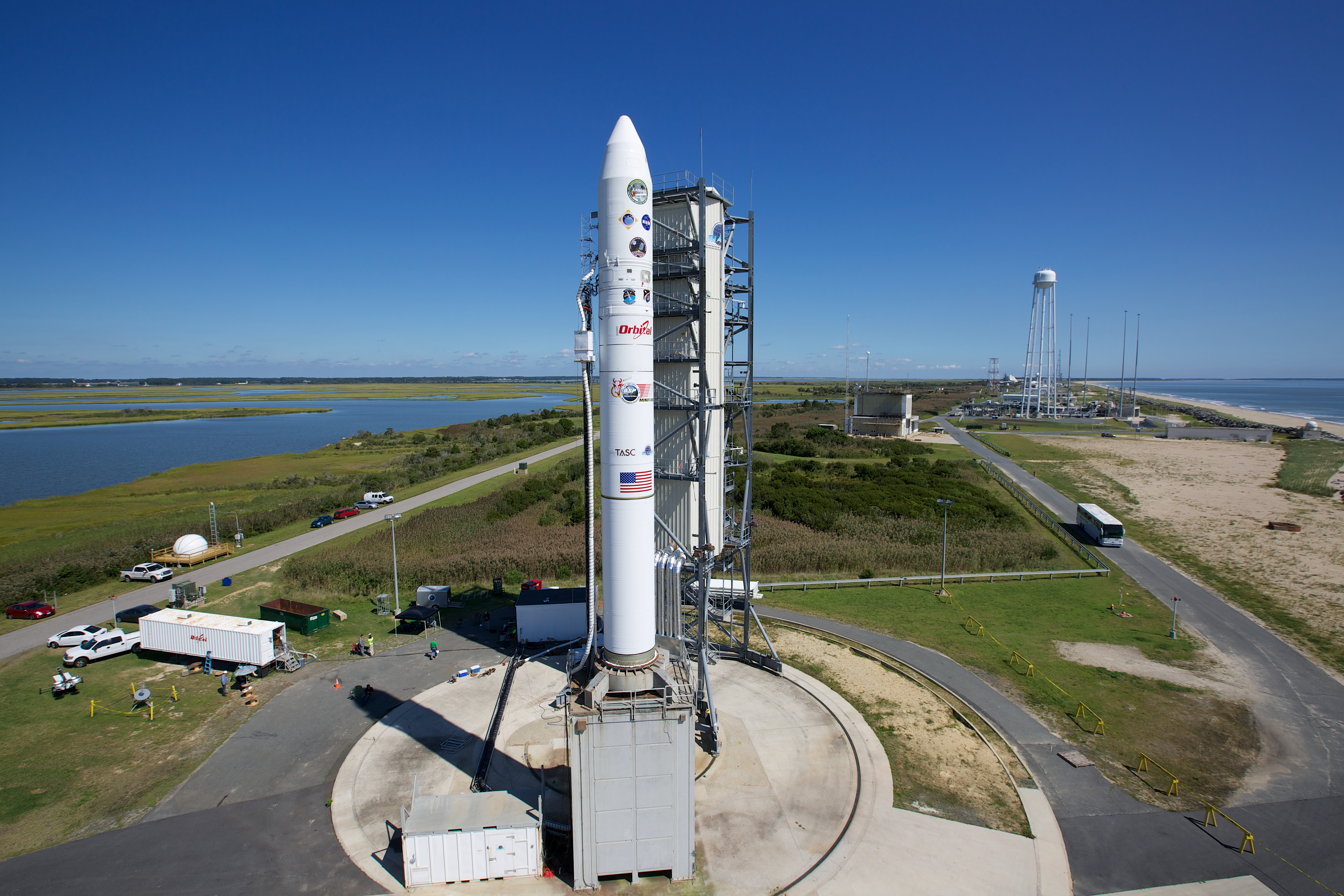
Pad 0B mit Minotaur V vor dem Start der Mondsonde Ladee

Im Juli 2003 unterzeichneten die Gouverneure Robert Ehrlich aus Maryland und Mark Warner aus Virginia eine Vereinbarung zum gemeinsamen Betrieb des Raumflughafens. Dieser erhielt 2004 den neuen Namen Mid-Atlantic Regional Spaceport.
Am 16. Dezember 2006 fand mit einer Minotaur-Rakete der erste Satellitenstart von Pad 0B statt. 2013 startete schließlich vom umfangreich renovierten Pad 0A das erste Exemplar der neuen Rakete Antares; seither bringt sie regelmäßig Nachschub vom MARS zur ISS. Ebenfalls 2013 wurde von Pad 0B erstmals eine Raumsonde ins All gebracht, der Mondorbiter Ladee. Ein Rechtsstreit mit dem Antares-Betreiber Orbital Sciences wegen Zeit- und Kostenüberschreitungen beim Umbau des Pad 0A durch Virginia Space konnte Anfang 2014 beigelegt werden. Im selben Jahr wurde der Startplatz beschädigt, als bei einer Antares Sekunden nach dem Start das Triebwerk versagte. Die Rakete fiel zurück neben die Startrampe und explodierte – glücklicherweise an einer Stelle, wo sie nur begrenzten Schaden anrichtete. Die anschließende Reparatur des Pad 0A kostete etwa 10 Millionen US-Dollar.
2019 errichtete das Unternehmen Rocket Lab direkt neben dem Pad 0A einen dritten Startplatz, den Rocket Lab Launch Complex 2 (LC-2 bzw. Pad 0C). Seit 2023 startet von dort die Kleinrakete Electron. Außerdem kündigte Rocket Lab an, ab 2024 vom Pad 0A die noch zu entwickelnde Rakete Neutron starten zu wollen, entschied sich dann aber für den Bau des neuen Pad 0D (LC-3) und verschob den Start auf 2025.

## Betreiber
Die Virginia Commercial Space Flight Authority (etwa: „Organ für kommerzielle Raumfahrt Virginias“) ist eine Weltraumorganisation in Form einer Körperschaft des öffentlichen Rechts des US-Bundesstaats Virginia. Sie wurde 1995 mit dem Gesetz Virginia Commercial Space Flight Authority Act eingerichtet und hat laut Gesetzestext die Aufgabe,

„die industrielle und wirtschaftliche Entwicklung und wissenschaftliche und technologische Forschung und Entwicklung durch die Entwicklung und Förderung der kommerziellen und staatlichen Luftfahrtindustrie zu fördern.“

Die Organisation hat ihren Sitz in Norfolk, Virginia. Sie wird von einem neunköpfigen Board of Directors geleitet; zwei Mitglieder dieses Gremiums werden von Maryland gestellt. Vorsitzender des Boards ist seit 2012 der frühere Leiter des Weltraumbahnhofs Pacific Spaceport Complex – Alaska und ehemalige Space-Shuttle-Betriebsmanager Dale Nash.

## Startplätze
Stand: 30. April 2025
| Name          | Rakete   | Nutzung   | Starts | Anmerkungen          | Lage                           |
| ------------- | -------- | --------- | ------ | -------------------- | ------------------------------ |
| Pad 0A        | Antares  | seit 2013 | 180    |                      | 37° 50′ 2″ N, 75° 29′ 16″ W    |
| Pad 0A        | Alpha    | ab 2026   | –0     | geplant              | 37° 50′ 2″ N, 75° 29′ 16″ W    |
| Pad 0A        | Eclipse  | ab 2026   | –0     | geplant              | 37° 50′ 2″ N, 75° 29′ 16″ W    |
| Pad 0B        | Minotaur | seit 2006 | 80     |                      | 37° 49′ 52″ N, 75° 29′ 29″ W   |
| Pad 0B        | ALV X-1  | 2008      | 10     | aufgegebenes Projekt | 37° 49′ 52″ N, 75° 29′ 29″ W   |
| Pad 0C (LC-2) | Electron | seit 2023 | 50     |                      | 37° 50′ 0″ N, 75° 29′ 18″ W    |
| Pad 0D (LC-3) | Neutron  | ab 2025   | –0     | geplant              | 37° 49′ 55,5″ N, 75° 29′ 23″ W |

## Startliste
Starts vom MARS, Stand 30. April 2025

### Durchgeführte Starts
Siehe auch: Listen der orbitalen Raketenstarts, mit Uhrzeiten und Sekundärnutzlasten
| Erfolg | Teilerfolg | Fehlschlag |

| Nr.    | Datum (UTC)   | Rampe  | Rakete         | Nutzlast                | Zweck                             | Orbit 1    |        |
| 2000er | 2000er        | 2000er | 2000er         | 2000er                  | 2000er                            | 2000er     | 2000er |
| ------ | ------------- | ------ | -------------- | ----------------------- | --------------------------------- | ---------- | ------ |
| 01     | 16. Dez. 2006 | Pad 0B | Minotaur I     | TacSat-2 GeneSat-1      | Technologieerprobung              | LEO        |        |
| 02     | 24. Apr. 2007 | Pad 0B | Minotaur I     | NFire                   | Technologieerprobung              | LEO        |        |
| 03     | 22. Aug. 2008 | Pad 0B | ALV X-1        | Hy-Bolt Soarex Melonsat | Experimente, Technologieerprobung | suborbital |        |
| 04     | 19. Mai 2009  | Pad 0B | Minotaur I     | TacSat-3                | Aufklärung                        | LEO        |        |
| 2010er |               |        |                |                         |                                   |            |        |
| 05     | 30. Juni 2011 | Pad 0B | Minotaur I     | ORS 1                   | Aufklärung                        | LEO        |        |
| 06     | 21. Apr. 2013 | Pad 0A | Antares-110    | Massesimulator          | Testflug                          | LEO        |        |
| 07     | 7. Sep. 2013  | Pad 0B | Minotaur V     | Ladee                   | Mondsonde                         | HEO        |        |
| 08     | 18. Sep. 2013 | Pad 0A | Antares-110    | Cygnus Orb-D1           | ISS-Versorgung                    | LEO        |        |
| 09     | 20. Nov. 2013 | Pad 0B | Minotaur I     | ORS 3 STPSat 3          | Aufklärung Technologieerprobung   | LEO        |        |
| 10     | 9. Jan. 2014  | Pad 0A | Antares-120    | Cygnus Orb-1            | ISS-Versorgung                    | LEO        |        |
| 11     | 13. Juli 2014 | Pad 0A | Antares-120    | Cygnus Orb-2            | ISS-Versorgung                    | LEO        |        |
| 12     | 28. Okt. 2014 | Pad 0A | Antares-130    | Cygnus Orb-3            | ISS-Versorgung                    | LEO        |        |
| 13     | 17. Okt. 2016 | Pad 0A | Antares-230    | Cygnus OA-5             | ISS-Versorgung                    | LEO        |        |
| 14     | 12. Nov. 2017 | Pad 0A | Antares-230    | Cygnus OA-8             | ISS-Versorgung                    | LEO        |        |
| 15     | 21. Mai 2018  | Pad 0A | Antares-230    | Cygnus OA-9             | ISS-Versorgung                    | LEO        |        |
| 16     | 17. Nov. 2018 | Pad 0A | Antares-230    | Cygnus NG-10            | ISS-Versorgung                    | LEO        |        |
| 17     | 17. Apr. 2019 | Pad 0A | Antares-230    | Cygnus NG-11            | ISS-Versorgung                    | LEO        |        |
| 18     | 2. Nov. 2019  | Pad 0A | Antares-230+   | Cygnus NG-12            | ISS-Versorgung                    | LEO        |        |
| 2020er |               |        |                |                         |                                   |            |        |
| 19     | 15. Feb. 2020 | Pad 0A | Antares-230+   | Cygnus NG-13            | ISS-Versorgung                    | LEO        |        |
| 20     | 15. Juli 2020 | Pad 0B | Minotaur IV    | NROL-129                | militärische Satelliten           | LEO        |        |
| 21     | 3. Okt. 2020  | Pad 0A | Antares-230+   | Cygnus NG-14            | ISS-Versorgung                    | LEO        |        |
| 22     | 20. Feb. 2021 | Pad 0A | Antares-230+   | Cygnus NG-15            | ISS-Versorgung                    | LEO        |        |
| 23     | 15. Juni 2021 | Pad 0B | Minotaur I     | NROL-111                | Aufklärung                        | LEO        |        |
| 24     | 10. Aug. 2021 | Pad 0A | Antares-230+   | Cygnus NG-16            | ISS-Versorgung                    | LEO        |        |
| 25     | 19. Feb. 2022 | Pad 0A | Antares-230+   | Cygnus NG-17            | ISS-Versorgung                    | LEO        |        |
| 26     | 7. Nov. 2022  | Pad 0A | Antares-230+   | Cygnus NG-18            | ISS-Versorgung                    | LEO        |        |
| 27     | 24. Jan. 2023 | Pad 0C | Electron/KS    | 3× Hawk                 | SIGINT                            | LEO        |        |
| 28     | 16. März 2023 | Pad 0C | Electron/KS    | 2× Capella              | Erdbeobachtung                    | LEO        |        |
| 29     | 18. Juni 2023 | Pad 0C | Electron/Haste | Mach-TB                 | Technologieerprobung              | suborbital |        |
| 30     | 2. Aug. 2023  | Pad 0A | Antares-230+   | Cygnus NG-19            | ISS-Versorgung                    | LEO        |        |
| 31     | 21. März 2024 | Pad 0C | Electron/KS    | NROL-123                |                                   | (geheim)   |        |
| 32     | 24. Nov. 2024 | Pad 0C | Electron/Haste | ?                       |                                   | suborbital |        |

### Abgesagte Starts
Es wurde angekündigt, dass bis Ende 2019 drei Kleinraketen des Typs Vector-R vom MARS starten sollen. Dem Hersteller Vector Launch ging jedoch zwischenzeitlich das Geld aus.